# Figuig
Figuig (Amazigh: Ifyyey) este un oraș în Maroc.